# Carico di malattia
Per carico di malattia (in inglese: burden of disease o disease burden) si intende il peso che una patologia ha su una popolazione in termini di mortalità, disabilità, costi sociali ed economici.